# Arrodets-ez-Angles
 Arrodets-ez-Angles  es una población y comuna francesa, situada en la región de Mediodía-Pirineos, departamento de Altos Pirineos, en el distrito de Argelès-Gazost y cantón de Lourdes-Est.

## Demografía
| 116 | 94 | 63 | 56 | 62 | 81 | 113 |
| Para los censos de 1962 a 1999 la población legal corresponde a la población sin duplicidades (Fuente: INSEE [Consultar]) |    |    |    |    |    |     |